# Michail Sergejewitsch Chmelnizki
Michail Sergejewitsch Chmelnizki (russisch Михаил Сергеевич Хмельницкий; * 24. Juli 1969) ist ein ehemaliger belarussischer Geher.
Bei den Juniorenweltmeisterschaften 1988 in Sudbury gewann er – für die Sowjetunion startend – die Bronzemedaille im 10.000-Meter-Bahngehen. 1994 wurde belarussischer Meister im 20-km-Gehen. Im selben Jahr startete er bei den Europameisterschaften in Budapest, erreichte das Ziel jedoch nicht.
Über die 20-Kilometer-Distanz belegte Chmelnizki bei den Weltmeisterschaften 1995 in Göteborg den neunten Platz und bei den Olympischen Spielen 1996 in Atlanta den zwölften Platz. Den größten Erfolg seiner Karriere erzielte er bei den Weltmeisterschaften 1997 in Athen. Dort gewann er über 20 km die Bronzemedaille hinter Daniel García und Michail Schtschennikow.
Michail Chmelnizki wurde außerdem 1999 beim Weltcup der Geher in Mézidon-Canon Sechster und belegte bei den Olympischen Spielen 2000 in Sydney Platz 34. Er ist 1,71 m groß und hatte ein Wettkampfgewicht von 62 kg.

## Bestleistungen
- 20 km Gehen: 1:18:14 h, 13. Mai 2000, Salihorsk